# Magny-les-Hameaux
Magny-les-Hameaux là một xã của Pháp, nằm ở tỉnh Yvelines trong vùng Île-de-France.
{{Fragéoloc78| 2.060278 | 48.744167 | desc=Vị trí của Magny-les-Hameaux dans les Yvelines
Các xã giáp ranh là: Montigny-le-Bretonneux, Voisins-le-Bretonneux và Guyancourt về phía bắc, de Châteaufort về phía đông, Milon-la-Chapelle và Saint-Rémy-lès-Chevreuse về phía nam và Saint-Lambert và Trappes về phía tây.

## Biến động dân số
| 1793 | 1800 | 1806 | 1821 | 1831 | 1836 | 1841 | 1846 | 1851 |
| ---- | ---- | ---- | ---- | ---- | ---- | ---- | ---- | ---- |
| 506  | 476  | 523  | 456  | 442  | 440  | 475  | 426  | 474  |

| 1856 | 1861 | 1866 | 1872 | 1876 | 1881 | 1886 | 1891 | 1896 |
| ---- | ---- | ---- | ---- | ---- | ---- | ---- | ---- | ---- |
| 500  | 476  | 434  | 442  | 442  | 446  | 421  | 440  | 413  |

| 1901 | 1906 | 1911 | 1921 | 1926 | 1931 | 1936 | 1946 | 1954 |
| ---- | ---- | ---- | ---- | ---- | ---- | ---- | ---- | ---- |
| 371  | 401  | 443  | 411  | 380  | 387  | 608  | 691  | 950  |

| 1962                                         | 1968  | 1975  | 1982  | 1990  | 1999  | - | - | - |
| -------------------------------------------- | ----- | ----- | ----- | ----- | ----- | - | - | - |
| 1 021                                        | 1 228 | 2 902 | 7 035 | 7 800 | 8 769 | - | - | - |
| Số liệu kể từ 1962 : dân số không tính trùng |       |       |       |       |       |   |   |   |

## Các thị trưởng
| Liste des maires de Magny-les-Hameaux |               |                                         |             |         |
| Giai đoạn                             | Giai đoạn     | Tên                                     | Đảng        | Tư cách |
| 2008                                  | 2014          | Jacques Lollioz                         | PS          | -       |
| 1995                                  | 2008          | Jacques Lollioz                         | PS          | -       |
| 1989                                  | 1995          | Jacques Rivallier                       | Sans (DVD)  | -       |
| 1983                                  | 1989          | Jacques Lollioz                         | PS          | -       |
| 1977                                  | 1983          | Alain Le Vot                            | PCF         | -       |
| 1971                                  | 1977          | Raymond Obel                            | {{{Parti}}} | -       |
| 1947                                  | 1971          | Baron Marcel de Hubsch                  | {{{Parti}}} | -       |
| 1944                                  | 1947          | Maurice Girard                          | {{{Parti}}} | -       |
| Août 1944                             | Novembre 1944 | Albert Pierret (nommé à titre lâm thời) | {{{Parti}}} | -       |
| 1940                                  | 1944          | Abel Delalande                          | {{{Parti}}} | -       |
| 1935                                  | 1940          | Paul Weiss                              | {{{Parti}}} | -       |
| 1929                                  | 1935          | Jean Paul Bernard                       | {{{Parti}}} | -       |
| 1919                                  | 1929          | Louis Étienne Daix                      | {{{Parti}}} | -       |
| 1912                                  | 1919          | Pierre Émile Mauguin                    | {{{Parti}}} | -       |
| 1905                                  | 1912          | René Stanislas Delafond                 | {{{Parti}}} | -       |
| 17 mai 1896                           | 1905          | François Albert Guérard                 | {{{Parti}}} | -       |
| 18 novembre 1888                      | 1896          | Amédée Louis Dartuis                    | {{{Parti}}} | -       |
| 6 décembre 1885                       | -             | Louis Charles Justin Aubé               | {{{Parti}}} | -       |
| 1871                                  | 1885          | Claude Augustin Daix                    | {{{Parti}}} | -       |
| 23 janvier 1852                       | -             | Benoît Joseph Flabaut                   | {{{Parti}}} | -       |
| 13 mai 1841                           | -             | L. Charles Mercier (démissionnaire)     | {{{Parti}}} | -       |
| 1830                                  | mai 1831      | L. Mazure (démissionnaire)              | {{{Parti}}} | -       |
| 1815                                  | 1830          | Marin Daix                              | {{{Parti}}} | -       |
| Mars 1813                             | mars 1815     | Rameau                                  | {{{Parti}}} | -       |
| Mai 1808                              | -             | Marin Daix                              | {{{Parti}}} | -       |
| 22 ventôse, an III (12 mars 1795)     | -             | Germain Favry                           | {{{Parti}}} | -       |
| 7 pluviôse, an II (26 janvier 1794)   | -             | David                                   | {{{Parti}}} | -       |
| Novembre 1792                         | -             | Germain Favry                           | {{{Parti}}} | -       |
| 13 novembre 1791                      | -             | Jean-Charles Destournelles              | {{{Parti}}} | -       |
| 31 janvier 1790                       | -             | Sixte Nicolas Desvignes                 | {{{Parti}}} | -       |